# Santa María (departement van Catamarca)
Santa María is een departement in de Argentijnse provincie Catamarca. Het departement (Spaans:  departamento) heeft een oppervlakte van 5.740 km² en telt 22.127 inwoners.

## Plaatsen in departement Santa María
| - Agua Amarilla - Alto Verde - Ampajango - Ampajango Banda - Andalhualá - Casa de Abajo - Casa de Piedra - Casa El Medio - Caspichango - Cerro Colorado - Chañar Punco - Chinocan - El Bajo - El Cajón - El Cerrito | - El Desmonte - El Mishito - El Peñón - El Puesto - El Ricón - El Sunchal - El Tesoro de Abajo - Encrucijada - Entre Ríos - Famatanca - Fuerte Quemado - Guay Cóndor - Hurito Huasi - La Ciénaga - La Hoyada | - La Loma - La Maravilla - La Patilla - La Puntilla - La Quebrada - Lagunita - Lampacito - Las Juntas - Las Mojarras - Loro Huasi - Medanitos - Pajanguillo - Palo Seco - Paloma Yaco - Pecanitas | - Pichanal - Piedra Pintada - Puesto Grande - Punta de Balasto - Quebrada de Jujuy - San José - San José Banda - San José Norte - San José Villa - Santa María - Talcutan - Totorilla - Yapes |